# Thierry de Beaucé
Thierry de Beaucé, né dans le 6e arrondissement de Lyon le 14 février 1943 et mort le 25 novembre 2022 à Marrakech, est un écrivain, haut fonctionnaire et homme politique français.

## Biographie
Thierry Martin de Beaucé est né dans une famille d'ancienne bourgeoisie originaire du Maine , issue de Julien Martin (1544-1644), bourgeois de Laval (Mayenne). Il est le petit-fils de Louis Martin de Beaucé (1860-1936), inspecteur des Finances, chevalier de la Légion d'honneur et le fils de Bertrand de Beaucé (1904-1991).
Licencié en droit, diplômé de l’Institut d’études politiques de Paris, il est diplômé de l'École nationale d'administration (ENA), promotion Turgot (1966-1968).
Marié le 9 novembre 1977 avec Diane Segard, il a divorcé. Son ex-épouse s'est remariée avec Bernar Venet.

### Carrière
En 1968 Thierry de Beaucé entre au ministère des Affaires culturelles en tant qu'administrateur civil. Par la suite il siège dans plusieurs cabinets ministériels : chargé de mission (chef des services de presse) au cabinet du Premier ministre Jacques Chaban-Delmas, de 1970 à 1972, puis à celui de Pierre Messmer de 1972 à 1973. Entre 1974 et 1976 il est conseiller technique au cabinet d’Edgar Faure, président de l’Assemblée nationale, et collabore avec François Missoffe, parlementaire en mission en Asie, et avec Albin Chalandon avec la charge d’étudier les relations économiques entre la France et les pays du Moyen-Orient ainsi que la politique pétrolière du gouvernement. En 1976 il est affecté à la direction des affaires économiques du ministère des affaires étrangères, puis devient deuxième conseiller culturel au Japon, avant de rejoindre, en 1978, l'ambassade de France à Rabat. En 1981 il entre à la direction d'Elf-Aquitaine, et en 1985 est nommé directeur des relations internationales, chargé des relations avec les organisations Internationales. En 1986 il est nommé directeur général des relations culturelles, scientifiques et techniques au ministère des affaires étrangères. En mars 1987, à la suite de ses désaccords avec le ministre Jean-Bernard Raimond, il est relevé de ses fonctions, et rentre à son corps d'appartenance, à savoir au ministère de la culture. En septembre 1987 le président de la République François Mitterrand l’emmène avec lui au Sommet francophone de Québec. 
Il est nommé secrétaire d'État auprès du ministre des Affaires étrangères, chargé des relations culturelles internationales et de la Francophonie dans le premier gouvernement Rocard (1988). Il est secrétaire d'État auprès du ministre des Affaires étrangères, chargé des relations culturelles internationales dans le deuxième gouvernement Rocard (1988-91).
Aux élections législatives françaises de 1988 il est candidat Divers gauche à la troisième circonscription de Seine-et-Marne, mais il est battu au second tour par Jean-Jacques Hyest. En 1989, il a été un temps parachuté contre Jean-François Picheral pour mener la liste socialiste à Aix-en-Provence, mais a renoncé.
Il a préparé et fait adopter, en 1990, la loi portant création de l'Agence pour l'enseignement français à l'étranger.
À la démission du deuxième gouvernement Rocard il est nommé chargé de mission à l'Élysée, toujours sous la présidence de François Mitterrand (1991-1995). Membre de l'Association des démocrates depuis 1988,  dont il est président délégué depuis 1989, en octobre 1992 il adhère au Mouvement des réformateurs. Anti-giscardien viscéral, il avait écrit avec William Abitbol un pamphlet, qui n'a jamais été publié, contre Valéry Giscard d'Estaing.
En 1991 il est nommé par lord Carrington président-adjoint de la Conférence pour la paix en ex-Yougoslavie. En 1992 le gouvernement français le propose pour le poste de sous-secrétaire général des Nations unies et de directeur général de l'Office de l'ONU à Genève, mais cette proposition n'est pas été retenue par le secrétaire général Boutros Boutros-Ghali. Entre 1995 et 1997 il est ambassadeur de France en Indonésie. 
Il termine sa carrière professionnelle à la Compagnie générale des eaux (CGE) devenue (1998) Vivendi puis (2000) Vivendi Universal : directeur chargé des affaires internationales (1997-2000), conseiller spécial pour les affaires internationales auprès du président (2000); délégué général au développement international (2000) de Vivendi Environnement devenue (2003) Veolia Environnement.
Il possède jusqu'en novembre 1999 La Tour de Saint-Loup-de-Naud (Seine-et-Marne), monument historique et ancienne propriété de Violet Trefusis, amie de François Mitterrand, qui aimait s'y rendre. Il la vend ensuite à Denys Laroche.
Très diminué à la suite des conséquences d'un AVC, Thierry de Beaucé a fini ses jours à Marrakech dans le riad  Madani

## Distinctions
- Chevalier de la Légion d'honneur

## Œuvres
- Les Raisons dangereuses, 1975
- Un homme ordinaire, 1978
- L'Île absolue. Essai sur le Japon, Olivier Orban, 1979
- Le Désir de guerre, Hachette, 1981
- La Chute de Tanger'', Gallimard, 1984  (ISBN 2070701557)
- Nouveau Discours sur l'universalité de la langue française, Gallimard, 1988  (ISBN 2070712583)
- Le Livre d'Esther, Grasset, 1989
- L'Archipel des épices, Plon, 1998
- La République de France'', Grasset & Fasquelle, 1991
- La Nonchalance de Dieu, Odile Jacob, 1995  (ISBN 2738102921)
- L'Absent de Marrakech, Éditions du Rocher, 2006  (ISBN 2268057313)